# Noccaea cariensis
Noccaea cariensis là một loài thực vật có hoa trong họ Cải. Loài này được Parolly, Nordt & Aytac mô tả khoa học đầu tiên năm 2006.